# M/Y Vift (1916)
Ej att förväxla med M/Y Vift (1915)
M/Y Vift är en svensk motoryacht från 1916, som ritades av Carl Gustaf Pettersson och tillverkades av Bröderna Larssons varv och mekaniska verkstad i Kristinehamn.
M/Y Vift byggdes på beställning av grosshandlare Svante Ivar Horndahl (död 1930) i Norrköping.
M/Y Vift k-märktes 2017.

## Bildgalleri

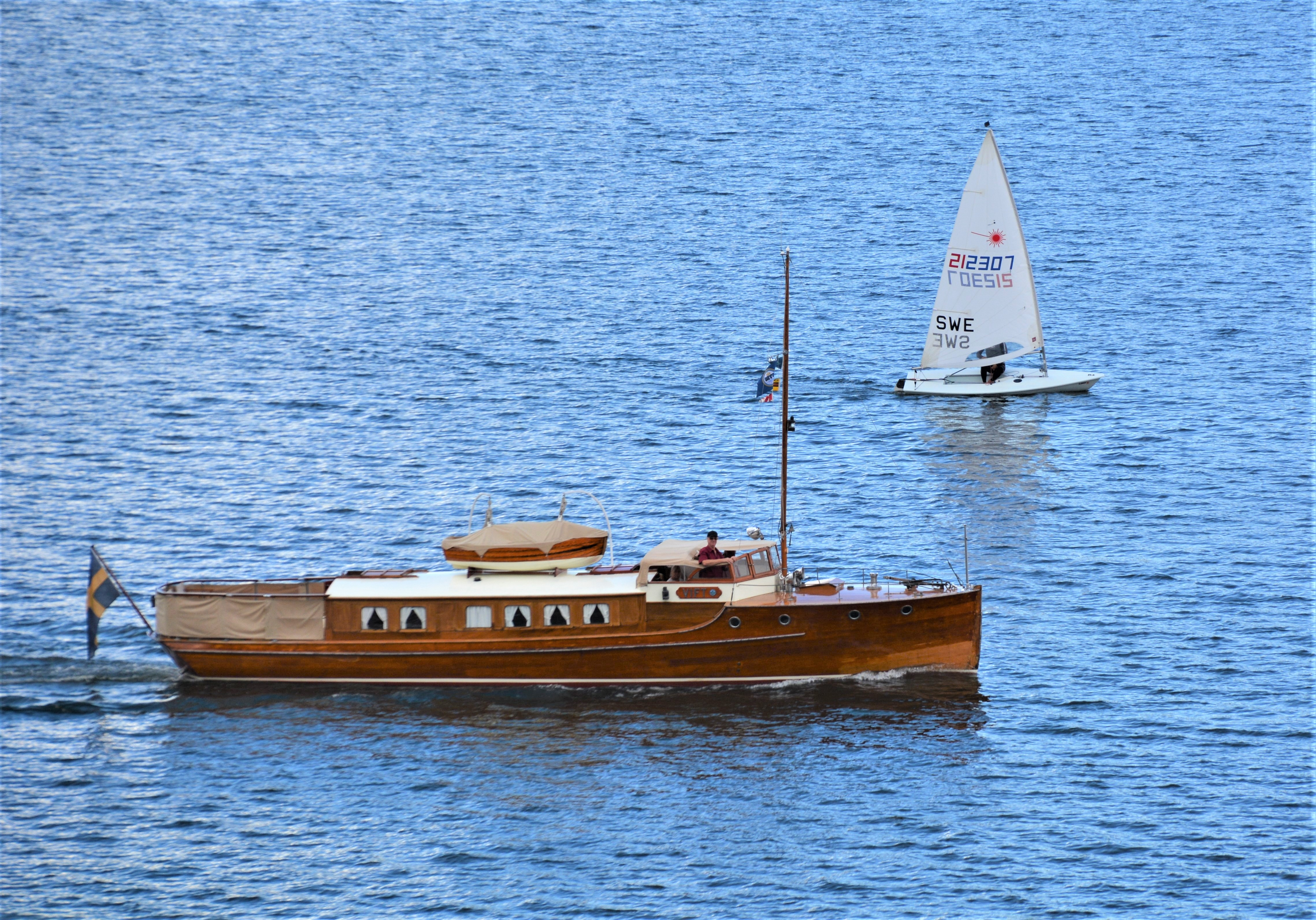
M/Y Vift och en Laserjolle på Mälaren
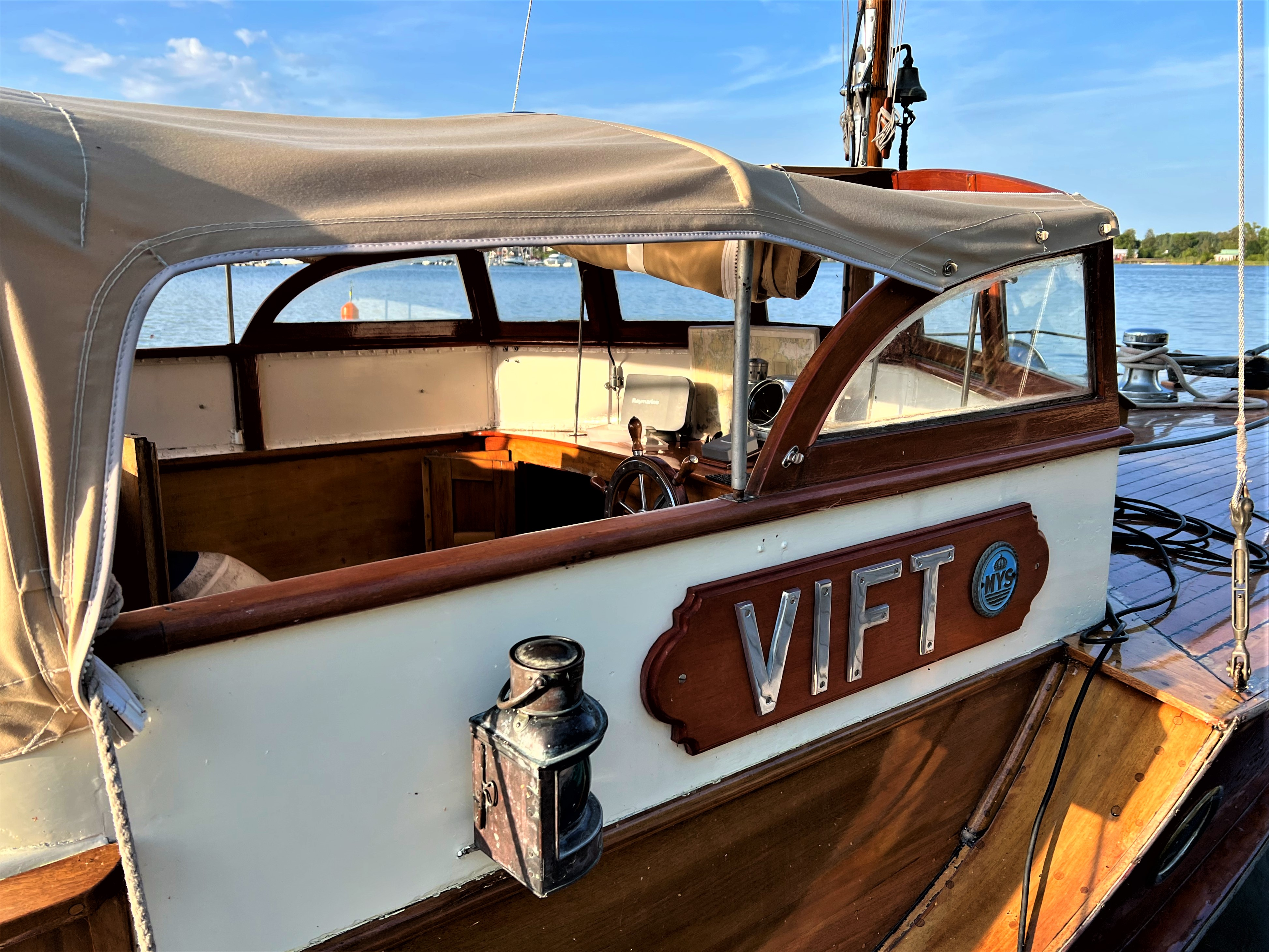
Brygga
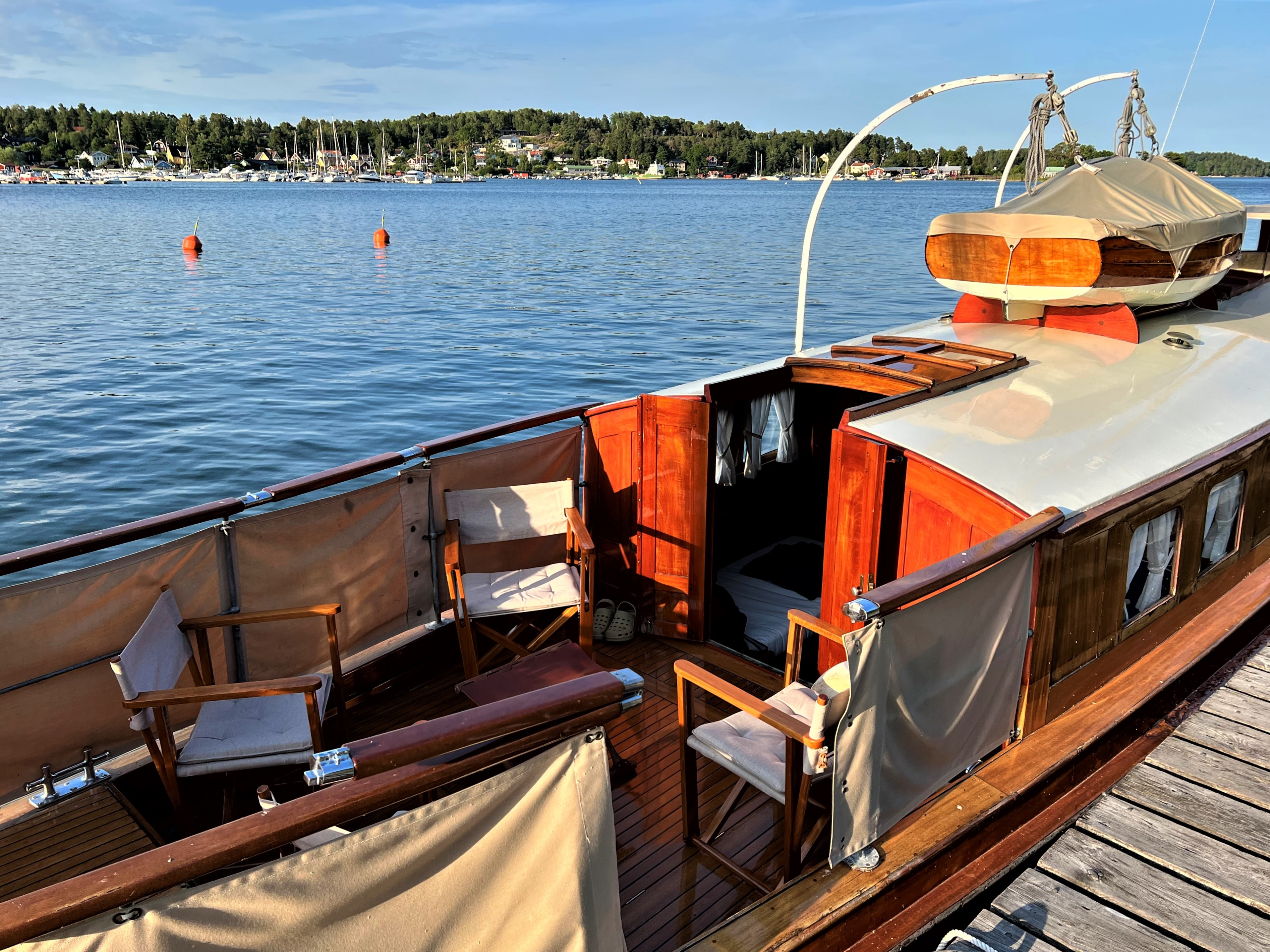
Sittbrunn med ingång till salongen